# 日本聖書神学校
日本聖書神学校(にほんせいしょしんがっこう、英語: Japan Biblical Theological Seminary、略称:JBTS)は東京都新宿区下落合にあるプロテスタントの神学校で、日本基督教団の認可神学校である。設置者は学校法人聖経学園。法的には各種学校にあたる。

## 概要
岡田五作と金井為一郎らによって1946年5月に創設された。金井為一郎が初代校長を務めた。現在の校長は神保望である。
4年制で、働きながらでも学べるよう、夜間のみに授業を行なっている。入学資格は大学卒業、または同等の学力を持つ、受洗後2年以上のクリスチャン。
信徒向けの「神学基礎講座」を4月と9月に開講して、「聖書ヘブル語ビデオ通信講座」「聖書ギリシア語通信講座」を開講している。通信講座も開講。

## 沿革
- 1945年12月：旧日本福音教会の有志教職を中心に神学校創立合同委員会設立[2][3]
- 1946年5月9日：開校式
- 1948年3月：日本基督教団認可神学校（教団教職養成校）となる
- 1949年4月：昼間部廃止
- 1949年9月：校舎および女子寮建築
- 1950年2月：「学報」創刊
- 1952年10月：新校舎竣工
- 1954年6月：紀要「聖書と神学」創刊
- 1954年11月：図書館（旧）竣工
- 1956年3月：同窓会会則制定
- 1957年1月：礼拝堂（メーヤー・ライニンガー記念礼拝堂）献堂
- 1959年10月：学校法人聖経学園設立認可
- 1962年10月：男子寮建築
- 1968年9月：収益事業用建物（目白ビル等）完成
- 1980年9月：職員住宅竣工
- 1981年4月：日本聖書神学校キリスト教研究会（所）発足
- 1983年9月：新校舎（現校舎）竣工、「学報」合本発行
- 1991年8月：シリマン大学神学部への短期海外研修開始
- 1994年3月：学生寮（現在）竣工
- 1996年5月：創立50周年記念礼拝
- 2008年3月：新礼拝堂・新図書館棟竣工献堂、キャンパス整備（聖書植物園）

## 交通アクセス
- JR山手線目白駅から徒歩10分[4]

## 関係者

### 教員

#### 現職
- 荒瀬牧彦（教授）

#### 元職
- 藤田昌直（元教授）
- 園部不二夫(元教授)
- 今橋朗（元校長）
- 平良愛香（元講師）

### 卒業生
2019年3月現在で741人の卒業生を送り出している。
- 阿部光子（山室光） - 作家、元救世軍士官
- 樋口信平 - 神学者
- 陣内大蔵 - ミュージシャン、シンガーソングライター